# Modo de produção socialista
Nota: Para socialismo como um estágio evolutivo histórico de desenvolvimento na teoria marxista, veja Socialismo. Para o "socialismo" como um método para analisar o desenvolvimento socioeconômico no marxismo clássico, veja Socialismo científico
Na teoria marxista, socialismo, também chamado de comunismo de nível inferior ou o modo de produção socialista, refere-se a uma fase histórica específica do desenvolvimento econômico e ao correspondente conjunto de relações sociais que substituem o capitalismo no esquema do materialismo histórico. A definição marxista de socialismo é um modo de produção onde o único critério de produção é o valor de uso e, portanto, a lei do valor já não dirige a atividade econômica. A produção para uso marxista é coordenada através da economia planificada filosoficamente designada como "consciente", enquanto a distribuição da produção econômica é baseada no princípio "a cada qual, segundo suas necessidades". As relações sociais do socialismo são caracterizadas pela classe trabalhadora efetivamente possuir os meios de produção e os meios de subsistência, seja através de empresas cooperativas ou por propriedade pública ou ferramentas artesanais particulares e autogestão, de modo que o excedente social vai para a classe trabalhadora e a sociedade como um todo.
Esta visão é consistente e ajudou a informar as concepções iniciais do socialismo em que a lei do valor já não dirige a atividade econômica e, portanto, as relações monetárias sob a forma de valor de troca, lucro, juros e trabalho assalariado não funcionaria e se aplicaria ao socialismo marxista.
A concepção marxista de socialismo contrasta com outras concepções iniciais, mais notavelmente as primeiras formas de socialismo de mercado baseadas na economia clássica, como o mutualismo e o socialismo ricardiano. Ao contrário da concepção marxista, esses conceitos de socialismo mantiveram a troca de mercadorias (mercados) para o trabalho e os meios de produção, buscando aperfeiçoar o desenvolvimento do mercado. A ideia marxista do socialismo também se opôs fortemente ao socialismo utópico.
Embora Karl Marx e Friedrich Engels escreveram muito pouco sobre o socialismo e negligenciaram fornecer detalhes sobre como poderia ser organizado, numerosos cientistas sociais e economistas neoclássicos usaram a teoria de Marx como base para desenvolver seus próprios modelos de sistemas econômicos socialistas. A visão marxista do socialismo serviu de ponto de referência durante o debate do cálculo socialista.

## Modo de produção
O socialismo é um sistema econômico pós-mercadoria, o que significa que a produção é realizada para produzir diretamente o valor de uso (para satisfazer diretamente as necessidades humanas, ou demandas econômicas) ao contrário de ser produzido com o objetivo de gerar lucro. O estágio em que a acumulação de capital é viável e efetiva torna-se insuficiente no estágio socialista de desenvolvimento social e econômico, levando a uma situação em que a produção é realizada independentemente da acumulação de capital de forma "supostamente" planejada. Embora Karl Marx e Friedrich Engels tenham entendido o "planejamento" envolvendo o insumo e as decisões dos indivíduos envolvidos em níveis localizados de produção e consumo, o planejamento foi interpretado como uma economia centralizada por marxistas-leninistas durante o século XX. No entanto, tem havido outras concepções de planejamento econômico, incluindo planejamento descentralizado e planejamento participativo.

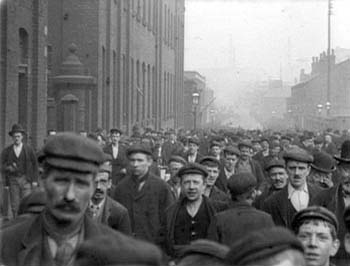
Segundo o socialismo científico de Marx e Engels, o modo de produção socialista busca a autogestão da classe trabalhadora através do estado enquanto uma sociedade comunista é desenvolvida.

Em contraste com o capitalismo, que depende das forças de mercado coercivas para obrigar os capitalistas a produzir valores de uso como um subproduto da busca do lucro, a produção socialista deve basear-se no planejamento racional de valores de uso e decisões de investimento coordenadas para alcançar objetivos econômicos. Como resultado, as flutuações cíclicas que ocorrem em uma economia de mercado capitalista não estarão presentes em uma economia socialista. O valor de um bem no socialismo é a sua utilidade física, em vez de seu trabalho incorporado, custo de produção e valor de troca como no sistema capitalista.
O socialismo usaria um sistema baseado em incentivos, e a desigualdade ainda existiria, mas em menor medida, como todos os membros da sociedade seriam trabalhadores-proprietários. Isso elimina a gravidade das tendências anteriores em relação à desigualdade e aos conflitos decorrentes da propriedade dos meios de produção e da renda da propriedade de uma pequena classe de proprietários. O método de compensação e recompensa em uma sociedade socialista seria baseado em uma meritocracia autêntica, segundo o princípio "de cada um segundo as suas capacidades, a cada um segundo as suas necessidades".
O estágio avançado do socialismo, referido como "comunismo de estágio superior" em Crítica ao Programa de Gotha, é baseado no modo de produção socialista, mas é diferenciado do socialismo de estágio inferior de algumas maneiras fundamentais. Enquanto o socialismo implica a propriedade pública (por um aparelho de Estado) ou a propriedade cooperativa (por uma empresa cooperativa de trabalhadores), o comunismo seria baseado na propriedade comum dos meios de produção. As distinções de classes baseadas na propriedade do capital deixam de existir, juntamente com a necessidade de um estado. Uma superabundância de bens e serviços é tornada possível pela produção automatizada que permite que os bens sejam distribuídos com base na necessidade e não no mérito.

### Fases intermediárias
O período em que o capitalismo torna-se cada vez mais insuficiente como um sistema econômico e imediatamente após a conquista proletária do estado, um sistema econômico que apresenta elementos do socialismo e do capitalismo provavelmente existirá até que as forças produtivas da economia e as atitudes culturais e sociais se desenvolvam até um ponto em que satisfaçam os requisitos para uma sociedade socialista completa (uma que perdeu a necessidade de valor monetário, trabalho assalariado e acumulação de capital). Especificamente, as relações de mercado ainda existirão, mas as unidades econômicas são nacionalizadas ou reorganizadas em cooperativas. Essa fase de transição às vezes é descrita como "capitalismo de Estado" ou "socialismo de mercado". A China está oficialmente no estágio primário do socialismo.

## Relações sociais
O objetivo fundamental do socialismo na visão de Marx e Engels era a realização da liberdade humana e da autonomia individual. Especificamente, isso se refere à liberdade da alienação imposta aos indivíduos sob a forma de relações sociais coercivas, bem como a escassez material, pelo qual o indivíduo é obrigado a realizar atividades meramente para sobreviver (para se reproduzir). O objetivo do socialismo é proporcionar um ambiente pelo qual os indivíduos sejam livres para expressar seus interesses genuínos, liberdade criativa e desejos sem obstáculos por formas de controle social que obrigam os indivíduos a trabalhar para uma classe de proprietários que expropriam e vivem do produto excedente.
Como um conjunto de relações sociais, o socialismo é definido pelo grau em que a atividade econômica na sociedade é planejada pelos produtores associados, de modo que o produto excedente produzido por ativos socializados é controlado por uma maioria da população através de processos democráticos. A venda da força de trabalho seria abolida para que cada indivíduo participe em dirigir sua instituição como partes interessadas ou membros sem que ninguém tenha poder coercivo sobre qualquer outra pessoa em uma divisão social vertical do trabalho (que deve ser distinguido de uma divisão técnica não social de trabalho que ainda existiria no socialismo). A estrutura de incentivo mudaria em uma sociedade socialista dada a mudança no ambiente social, de modo que o trabalho de um operário individual se torne cada vez mais autônomo e criativo, criando um senso de responsabilidade para sua instituição como parte interessada.

### Papel do estado
Na teoria marxista, o estado é "a instituição da violência organizada que é usada pela classe dominante de um país para manter as condições de seu governo. Assim, é somente em uma sociedade que se divide entre classes sociais hostis que o estado existe". O estado é assim visto como um mecanismo dominado pelos interesses da classe dominante e utilizado para subjugar outras classes, a fim de proteger e legitimar o sistema econômico existente.
Após a revolução operária, o estado inicialmente se tornaria o instrumento da classe trabalhadora. A conquista do aparelho estatal pelo operariado deve ter lugar para estabelecer um sistema socialista. À medida que o socialismo é construído, o papel e o escopo do estado mudam como distinções de classe (com base na propriedade dos meios de produção) deterioram-se gradualmente devido à concentração de meios de produção em mãos estaduais. A partir do ponto em que todos os meios de produção se tornam propriedade do estado, sua natureza e função primária mudariam de uma das regras políticas (por coerção) sobre os homens pela criação e aplicação de leis em uma administração científica de coisas e uma direção de processos de produção; esse estado se tornaria uma entidade econômica de coordenação em vez de um mecanismo de controle de classe ou político e não seria mais um estado no sentido marxista.